# Пасош Бразила
Пасош Бразила је јавна путна исправа која се држављанину Бразила издаје за путовање и боравак у иностранству, као и за повратак у земљу.
За време боравка у иностранству, путна исправа служи њеном имаоцу за доказивање идентитета и као доказ о држављанству Бразила.

## Језици
Пасош је исписан португалским језиком као и личне информације носиоца.